# CART Championship Series 2002
Sezon 2002 w CART był dwudziestą czwartą edycją tej serii wyścigowej. Rozpoczął się 10 marca a zakończył się po 19 wyścigach 17 listopada.
Tytuł mistrzowski zdobył Cristiano da Matta z zespołu Newman/Haas Racing, a tytuł najlepszego nowicjusza (Rookie of the year) zdobył Mario Domínguez. Zespoły używały nadwozia dostarczane przez Lolę oraz Reynarda, a dostawcami silników byli Ford, Honda i Toyota. Opony wszystkim zespołom dostarczała firma Bridgestone.

## Lista startowa
| Zespół                            | Nadwozie               | Silnik        | Nr. | Kierowca             | Rundy       |
| --------------------------------- | ---------------------- | ------------- | --- | -------------------- | ----------- |
| Newman/Haas Racing                | Lola B2/00             | Toyota        | 1   | Cristiano da Matta   | 17-19       |
| Newman/Haas Racing                | Lola B2/00             | Toyota        | 6   | Cristiano da Matta   | 1-16        |
| Newman/Haas Racing                | Lola B2/00             | Toyota        | 11  | Christian Fittipaldi | Wszystkie   |
| Team Player's                     | Reynard 02i            | Ford-Cosworth | 32  | Patrick Carpentier   | Wszystkie   |
| Team Player's                     | Reynard 02i            | Ford-Cosworth | 33  | Alex Tagliani        | Wszystkie   |
| Team KOOL Green                   | Reynard 02i/Lola B2/00 | Honda         | 26  | Paul Tracy           | Wszystkie   |
| Team KOOL Green                   | Reynard 02i/Lola B2/00 | Honda         | 27  | Dario Franchitti     | Wszystkie   |
| Team Rahal                        | Lola B2/00             | Ford-Cosworth | 8   | Jimmy Vasser         | Wszystkie   |
| Team Rahal                        | Lola B2/00             | Ford-Cosworth | 9   | Michel Jourdain Jr.  | Wszystkie   |
| Sigma Autosport                   | Lola B2/00             | Ford-Cosworth | 22  | Max Papis            | 1-5         |
| Herdez Competition                | Lola B2/00             | Ford-Cosworth | 16  | Mario Domínguez      | 1-4         |
| Herdez Competition                | Lola B2/00             | Ford-Cosworth | 55  | Mario Domínguez      | 5-19        |
| Patrick Racing                    | Reynard 02i/Lola B2/00 | Toyota        | 20  | Townsend Bell        | 1-9         |
| Patrick Racing                    | Reynard 02i/Lola B2/00 | Toyota        | 20  | Oriol Servià         | 10-19       |
| Walker Racing                     | Reynard 02i            | Toyota        | 5   | Toranosuke Takagi    | Wszystkie   |
| PWR Championship Racing           | Lola B2/00             | Toyota        | 7   | Scott Dixon          | 1-3         |
| PWR Championship Racing           | Lola B2/00             | Toyota        | 17  | Oriol Servià         | 1-3         |
| Target Chip Ganassi Racing        | Lola B2/00             | Toyota        | 4   | Bruno Junqueira      | Wszystkie   |
| Target Chip Ganassi Racing        | Lola B2/00             | Toyota        | 12  | Kenny Bräck          | Wszystkie   |
| Target Chip Ganassi Racing        | Lola B2/00             | Toyota        | 44  | Scott Dixon          | 4-19        |
| Mo Nunn Racing                    | Reynard 02i            | Honda         | 10  | Tony Kanaan          | Wszystkie   |
| Fernández Racing                  | Lola B2/00             | Honda         | 51  | Adrián Fernández     | 1-10, 12-17 |
| Fernández Racing                  | Lola B2/00             | Honda         | 51  | Max Papis            | 11, 18      |
| Fernández Racing                  | Lola B2/00             | Honda         | 51  | Luis Díaz            | 19          |
| Fernández Racing                  | Lola B2/00             | Honda         | 52  | Shinji Nakano        | Wszystkie   |
| Team Motorola                     | Reynard 02i/Lola B2/00 | Honda         | 39  | Michael Andretti     | Wszystkie   |
| Team St. George Dale Coyne Racing | Lola B2/00             | Ford-Cosworth | 19  | Darren Manning       | 15          |
| Team St. George Dale Coyne Racing | Lola B2/00             | Ford-Cosworth | 19  | André Lotterer       | 19          |

## Wyniki
| Runda | Wyścig                                                                                          | Czołowa trójka | Czołowa trójka       | Czołowa trójka | Czołowa trójka      | Czołowa trójka |
| Runda | Wyścig                                                                                          | Poz.           | Kierowca             | N/S            | Zespół              | Czas           |
| ----- | ----------------------------------------------------------------------------------------------- | -------------- | -------------------- | -------------- | ------------------- | -------------- |
| 1     | Tecate Telmex Monterrey Grand Prix 10 marca, Monterrey                                          | 1              | Cristiano da Matta   | L/T            | Newman/Haas Racing  | 1:58:30.642    |
| 1     | Tecate Telmex Monterrey Grand Prix 10 marca, Monterrey                                          | 2              | Dario Franchitti     | R/H            | Team KOOL Green     | +1.679         |
| 1     | Tecate Telmex Monterrey Grand Prix 10 marca, Monterrey                                          | 3              | Christian Fittipaldi | L/T            | Newman/Haas Racing  | +3.244         |
|       |                                                                                                 |                |                      |                |                     |                |
| 2     | Toyota Grand Prix of Long Beach 14 kwietnia, Long Beach                                         | 1              | Michael Andretti     | R/H            | Team Motorola       | 2:02:14.542    |
| 2     | Toyota Grand Prix of Long Beach 14 kwietnia, Long Beach                                         | 2              | Jimmy Vasser         | L/F            | Team Rahal          | +0.466         |
| 2     | Toyota Grand Prix of Long Beach 14 kwietnia, Long Beach                                         | 3              | Max Papis            | L/F            | Sigma Autosport     | +4.698         |
|       |                                                                                                 |                |                      |                |                     |                |
| 3     | Bridgestone Potenza 500 27 kwietnia, Twin Ring Motegi                                           | 1              | Bruno Junqueira      | L/T            | Chip Ganassi Racing | 2:00:05.882    |
| 3     | Bridgestone Potenza 500 27 kwietnia, Twin Ring Motegi                                           | 2              | Alex Tagliani        | R/F            | Forsythe Racing     | +12.282        |
| 3     | Bridgestone Potenza 500 27 kwietnia, Twin Ring Motegi                                           | 3              | Dario Franchitti     | R/H            | Team KOOL Green     | +1 okrążenie   |
|       |                                                                                                 |                |                      |                |                     |                |
| 4     | Miller Lite 250 2 czerwca, The Milwaukee Mile                                                   | 1              | Paul Tracy           | L/H            | Team KOOL Green     | 1:59:27.602    |
| 4     | Miller Lite 250 2 czerwca, The Milwaukee Mile                                                   | 2              | Adrián Fernández     | L/H            | Fernández Racing    | +0.638         |
| 4     | Miller Lite 250 2 czerwca, The Milwaukee Mile                                                   | 3              | Max Papis            | L/F            | Sigma Autosport     | +1.719         |
|       |                                                                                                 |                |                      |                |                     |                |
| 5     | Grand Prix of Monterey featuring the Shell 300 9 czerwca, Raceway Laguna Seca                   | 1              | Cristiano da Matta   | L/T            | Newman/Haas Racing  | 1:55:28.745    |
| 5     | Grand Prix of Monterey featuring the Shell 300 9 czerwca, Raceway Laguna Seca                   | 2              | Christian Fittipaldi | L/T            | Newman/Haas Racing  | +19.087        |
| 5     | Grand Prix of Monterey featuring the Shell 300 9 czerwca, Raceway Laguna Seca                   | 3              | Kenny Bräck          | L/T            | Chip Ganassi Racing | +19.410        |
|       |                                                                                                 |                |                      |                |                     |                |
| 6     | G.I. Joe's 200 16 czerwca, Portland International Raceway                                       | 1              | Cristiano da Matta   | L/T            | Newman/Haas Racing  | 2:03:19.113    |
| 6     | G.I. Joe's 200 16 czerwca, Portland International Raceway                                       | 2              | Bruno Junqueira      | L/T            | Chip Ganassi Racing | +0.625         |
| 6     | G.I. Joe's 200 16 czerwca, Portland International Raceway                                       | 3              | Dario Franchitti     | L/H            | Team KOOL Green     | +7.761         |
|       |                                                                                                 |                |                      |                |                     |                |
| 7     | Grand Prix of Chicago 30 czerwca, Chicago Motor Speedway                                        | 1              | Cristiano da Matta   | L/T            | Newman/Haas Racing  | 2:07:00.698    |
| 7     | Grand Prix of Chicago 30 czerwca, Chicago Motor Speedway                                        | 2              | Bruno Junqueira      | L/T            | Chip Ganassi Racing | +0.660         |
| 7     | Grand Prix of Chicago 30 czerwca, Chicago Motor Speedway                                        | 3              | Dario Franchitti     | L/H            | Team KOOL Green     | +3.456         |
|       |                                                                                                 |                |                      |                |                     |                |
| 8     | Molson Indy Toronto 7 lipca, Toronto                                                            | 1              | Cristiano da Matta   | L/T            | Newman/Haas Racing  | 2:06:19.372    |
| 8     | Molson Indy Toronto 7 lipca, Toronto                                                            | 2              | Kenny Bräck          | L/T            | Chip Ganassi Racing | +4.398         |
| 8     | Molson Indy Toronto 7 lipca, Toronto                                                            | 3              | Christian Fittipaldi | L/T            | Newman/Haas Racing  | +11.357        |
|       |                                                                                                 |                |                      |                |                     |                |
| 9     | Marconi Grand Prix of Cleveland presented by U.S. Bank 14 lipca, Cleveland                      | 1              | Patrick Carpentier   | R/F            | Forsythe Racing     | 2:00:05.785    |
| 9     | Marconi Grand Prix of Cleveland presented by U.S. Bank 14 lipca, Cleveland                      | 2              | Michael Andretti     | L/H            | Team Motorola       | +17.059        |
| 9     | Marconi Grand Prix of Cleveland presented by U.S. Bank 14 lipca, Cleveland                      | 3              | Paul Tracy           | L/H            | Team KOOL Green     | +28.295        |
|       |                                                                                                 |                |                      |                |                     |                |
| 10    | Molson Indy Vancouver 28 lipca, Vancouver                                                       | 1              | Dario Franchitti     | L/H            | Team KOOL Green     | 1:59:25.063    |
| 10    | Molson Indy Vancouver 28 lipca, Vancouver                                                       | 2              | Paul Tracy           | L/H            | Team KOOL Green     | +1.239         |
| 10    | Molson Indy Vancouver 28 lipca, Vancouver                                                       | 3              | Tony Kanaan          | L/H            | Mo Nunn Racing      | +2.363         |
|       |                                                                                                 |                |                      |                |                     |                |
| 11    | Grand Prix of Mid-Ohio 11 sierpnia, Mid-Ohio Sports Car Course                                  | 1              | Patrick Carpentier   | R/F            | Forsythe Racing     | 1:56:17.573    |
| 11    | Grand Prix of Mid-Ohio 11 sierpnia, Mid-Ohio Sports Car Course                                  | 2              | Christian Fittipaldi | L/T            | Newman/Haas Racing  | +3.213         |
| 11    | Grand Prix of Mid-Ohio 11 sierpnia, Mid-Ohio Sports Car Course                                  | 3              | Michael Andretti     | L/H            | Team Motorola       | +4.733         |
|       |                                                                                                 |                |                      |                |                     |                |
| 12    | Grand Prix at Road America featuring the Motorola 220 18 sierpnia, Road America                 | 1              | Cristiano da Matta   | L/T            | Newman/Haas Racing  | 1:56:43.030    |
| 12    | Grand Prix at Road America featuring the Motorola 220 18 sierpnia, Road America                 | 2              | Alex Tagliani        | R/F            | Forsythe Racing     | +0.805         |
| 12    | Grand Prix at Road America featuring the Motorola 220 18 sierpnia, Road America                 | 3              | Bruno Junqueira      | L/T            | Chip Ganassi Racing | +1.530         |
|       |                                                                                                 |                |                      |                |                     |                |
| 13    | Molson Indy Montreal 25 sierpnia, Circuit Gilles Villeneuve                                     | 1              | Dario Franchitti     | L/H            | Team KOOL Green     | 1:59:40.938    |
| 13    | Molson Indy Montreal 25 sierpnia, Circuit Gilles Villeneuve                                     | 2              | Cristiano da Matta   | L/T            | Newman/Haas Racing  | +2.588         |
| 13    | Molson Indy Montreal 25 sierpnia, Circuit Gilles Villeneuve                                     | 3              | Tony Kanaan          | L/H            | Mo Nunn Racing      | +4.612         |
|       |                                                                                                 |                |                      |                |                     |                |
| 14    | Shell Grand Prix of Denver 1 września, Denver                                                   | 1              | Bruno Junqueira      | L/T            | Chip Ganassi Racing | 1:49:22.547    |
| 14    | Shell Grand Prix of Denver 1 września, Denver                                                   | 2              | Scott Dixon          | L/T            | Chip Ganassi Racing | +0.282         |
| 14    | Shell Grand Prix of Denver 1 września, Denver                                                   | 3              | Cristiano da Matta   | L/T            | Newman/Haas Racing  | +8.191         |
|       |                                                                                                 |                |                      |                |                     |                |
| 15    | Sure for Men Rockingham 500 14 września, Rockingham Motor Speedway                              | 1              | Dario Franchitti     | L/H            | Team KOOL Green     | 1:58:44.754    |
| 15    | Sure for Men Rockingham 500 14 września, Rockingham Motor Speedway                              | 2              | Cristiano da Matta   | L/T            | Newman/Haas Racing  | +0.986         |
| 15    | Sure for Men Rockingham 500 14 września, Rockingham Motor Speedway                              | 3              | Patrick Carpentier   | R/F            | Forsythe Racing     | +2.785         |
|       |                                                                                                 |                |                      |                |                     |                |
| 16    | Grand Prix Americas 6 października, Miami                                                       | 1              | Cristiano da Matta   | L/T            | Newman/Haas Racing  | 2:07:09.003    |
| 16    | Grand Prix Americas 6 października, Miami                                                       | 2              | Christian Fittipaldi | L/T            | Newman/Haas Racing  | +0.734         |
| 16    | Grand Prix Americas 6 października, Miami                                                       | 3              | Jimmy Vasser         | L/F            | Team Rahal          | +1.343         |
|       |                                                                                                 |                |                      |                |                     |                |
| 17    | Honda Indy 300 27 października, Surfers Paradise                                                | 1              | Mario Domínguez      | L/F            | Herdez Competition  | 2:00:06.524    |
| 17    | Honda Indy 300 27 października, Surfers Paradise                                                | 2              | Patrick Carpentier   | R/F            | Forsythe Racing     | +2.177         |
| 17    | Honda Indy 300 27 października, Surfers Paradise                                                | 3              | Paul Tracy           | L/H            | Team KOOL Green     | +2.549         |
|       |                                                                                                 |                |                      |                |                     |                |
| 18    | The 500 presented by Toyota 3 listopada, California Speedway                                    | 1              | Jimmy Vasser         | L/F            | Team Rahal          | 2:33:42.977    |
| 18    | The 500 presented by Toyota 3 listopada, California Speedway                                    | 2              | Michael Andretti     | L/H            | Team Motorola       | +0.600         |
| 18    | The 500 presented by Toyota 3 listopada, California Speedway                                    | 3              | Patrick Carpentier   | R/F            | Forsythe Racing     | +1.794         |
|       |                                                                                                 |                |                      |                |                     |                |
| 19    | Gran Premio Telmex/Gigante presented by Banamex/Visa 17 listopada, Autódromo Hermanos Rodríguez | 1              | Kenny Bräck          | L/T            | Chip Ganassi Racing | 1:56:48.475    |
| 19    | Gran Premio Telmex/Gigante presented by Banamex/Visa 17 listopada, Autódromo Hermanos Rodríguez | 2              | Cristiano da Matta   | L/T            | Newman/Haas Racing  | +3.987         |
| 19    | Gran Premio Telmex/Gigante presented by Banamex/Visa 17 listopada, Autódromo Hermanos Rodríguez | 3              | Bruno Junqueira      | L/T            | Chip Ganassi Racing | +5.073         |

     tor owalny  
     tor drogowy  
     tor uliczny  
     tor na lotnisku
- *N - Nadwozia: L=Lola, R=Reynard
- *S - Silniki: F=Ford, H=Honda, T=Toyota

## Klasyfikacja
| Poz. | Kierowca             | MTY | LB | MOT | MIL | LAG | POR | CHI | TOR | CLE | VAN | MID | RA | MTL | DEN | ROC | MIA | SP | FON | MEX | Suma punktów |
| ---- | -------------------- | --- | -- | --- | --- | --- | --- | --- | --- | --- | --- | --- | -- | --- | --- | --- | --- | -- | --- | --- | ------------ |
| 1    | Cristiano da Matta   | 1   | 8  | 13  | 11  | 1   | 1   | 1   | 1   | 16  | 12  | 13  | 1  | 2   | 3   | 2   | 1   | 8  | 11  | 2   | 237          |
| 2    | Bruno Junqueira      | 11  | 17 | 1   | 10  | 4   | 2   | 2   | 14  | 13  | 9   | 4   | 3  | 13  | 1   | 5   | 5   | 14 | 9   | 3   | 164          |
| 3    | Patrick Carpentier   | 7   | 19 | 4   | 15  | 5   | 5   | 16  | 10  | 1   | 5   | 1   | 7  | 15  | 17  | 3   | 16  | 2  | 3   | 4   | 157          |
| 4    | Dario Franchitti     | 2   | 9  | 3   | 12  | 19  | 3   | 3   | 13  | 14  | 1   | 17  | 12 | 1   | 18  | 1   | 10  | 7  | 10  | 5   | 148          |
| 5    | Christian Fittipaldi | 3   | 13 | 12  | 4   | 2   | 13  | 14  | 3   | 12  | 13  | 2   | 6  | 7   | 5   | 17  | 2   | 11 | 7   | 15  | 122          |
| 6    | Kenny Bräck          | 18  | 4  | 17  | 8   | 3   | 15  | 18  | 2   | 4   | 18  | 6   | 14 | 18  | 7   | 8   | 13  | 4  | 12  | 1   | 114          |
| 7    | Jimmy Vasser         | 20  | 2  | 20  | 9   | 8   | 16  | 17  | 6   | 6   | 17  | 8   | 5  | 5   | 10  | 7   | 3   | 12 | 1   | 11  | 114          |
| 8    | Alex Tagliani        | 5   | 16 | 2   | 19  | 10  | 12  | 7   | 7   | 5   | 7   | 7   | 2  | 11  | 12  | 18  | 4   | 6  | 8   | 10  | 111          |
| 9    | Michael Andretti     | 12  | 1  | 16  | 7   | 11  | 9   | 15  | 11  | 2   | 6   | 3   | 10 | 8   | 13  | 10  | 8   | 9  | 2   | 17  | 110          |
| 10   | Michel Jourdain Jr.  | 4   | 5  | 5   | 5   | 9   | 6   | 10  | 12  | 9   | 4   | 11  | 9  | 6   | 9   | 11  | 6   | 10 | 13  | 13  | 105          |
| 11   | Paul Tracy           | 8   | 7  | 19  | 1   | 17  | 17  | 9   | 16  | 3   | 2   | 18  | 13 | 4   | 8   | 19  | 12  | 3  | 17  | 16  | 101          |
| 12   | Tony Kanaan          | 16  | 20 | 15  | 16  | 12  | 8   | 8   | 17  | 8   | 3   | 14  | 4  | 3   | 6   | 15  | 9   | 5  | 4   | 8   | 99           |
| 13   | Scott Dixon          | 6   | 18 | 9   | 6   | 6   | 7   | 6   | 5   | 15  | 16  | 5   | 17 | 10  | 2   | 12  | 18  | 15 | 6   | 7   | 97           |
| 14   | Adrián Fernández     | 13  | 10 | 7   | 2   | 18  | 14  | 13  | 9   | 11  | 8   |     | 18 | 12  | 4   | 14  | 7   | NS |     |     | 59           |
| 15   | Toranosuke Takagi    | 14  | 6  | 8   | 14  | 16  | 18  | 4   | 8   | 7   | 15  | 12  | 15 | 14  | 15  | 6   | 15  | NS | 18  | 6   | 53           |
| 16   | Oriol Servià         | 10  | 11 | 6   |     |     |     |     |     |     | 14  | 10  | 16 | 16  | 11  | 4   | 17  | 16 | 5   | 9   | 44           |
| 17   | Shinji Nakano        | 15  | 12 | 10  | 18  | 14  | 11  | 5   | 4   | 10  | 11  | 9   | 11 | 9   | 16  | 16  | 14  | 13 | 15  | 14  | 43           |
| 18   | Mario Domínguez      | 17  | 14 | 11  | 17  | 15  | 10  | 11  | 18  | 17  | 10  | 16  | 8  | 17  | 14  | 13  | 11  | 1  | 16  | 18  | 37           |
| 19   | Max Papis            | 9   | 3  | 18  | 3   | 13  |     |     |     |     |     | 15  |    |     |     |     |     |    | 14  |     | 32           |
| 20   | Townsend Bell        | 19  | 15 | 14  | 13  | 7   | 4   | 12  | DK  | 18  |     |     |    |     |     |     |     |    |     |     | 19           |
| 21   | Darren Manning       |     |    |     |     |     |     |     |     |     |     |     |    |     |     | 9   |     |    |     |     | 4            |
| 22   | André Lotterer       |     |    |     |     |     |     |     |     |     |     |     |    |     |     |     |     |    |     | 12  | 1            |
| 23   | Luis Díaz            |     |    |     |     |     |     |     |     |     |     |     |    |     |     |     |     |    |     | 19  | 0            |

     nowicjusz (rookie)  
     nie wystartował
| Klucz punktacji | Klucz punktacji | Klucz punktacji | Klucz punktacji | Klucz punktacji | Klucz punktacji | Klucz punktacji | Klucz punktacji | Klucz punktacji | Klucz punktacji | Klucz punktacji | Klucz punktacji | Klucz punktacji |
| Miejsce | 1               | 2               | 3               | 4               | 5               | 6               | 7               | 8               | 9               | 10              | 11              | 12              |
| --- | --------------- | --------------- | --------------- | --------------- | --------------- | --------------- | --------------- | --------------- | --------------- | --------------- | --------------- | --------------- |
| Punkty | 20              | 16              | 14              | 12              | 10              | 8               | 6               | 5               | 4               | 3               | 2               | 1               |
| Dodatkowe punkty |                 |                 |                 |                 |                 |                 |                 |                 |                 |                 |                 |                 |
| zwycięstwo w 1. sesji kwalifikacyjnej - 1 punkt zwycięstwo w 2. sesji kwalifikacyjnej - 1 punkt najdłużej na prowadzeniu - 1 punkt |                 |                 |                 |                 |                 |                 |                 |                 |                 |                 |                 |                 |

## Puchar konstruktorów
| Poz. | Konstruktor | Punkty |
| ---- | ----------- | ------ |
| 1    | Lola        | 401    |
| 2    | Reynard     | 235    |

## Puchar dostawców silników
| Poz. | Konstruktor     | Punkty |
| ---- | --------------- | ------ |
| 1    | Toyota          | 332    |
| 2    | Honda           | 283    |
| 3    | / Ford-Cosworth | 259    |

## Puchar narodów
| Poz. | Kraj              | Punkty |
| ---- | ----------------- | ------ |
| 1    | Brazylia          | 325    |
| 2    | Kanada            | 247    |
| 3    | Stany Zjednoczone | 164    |
| 4    | Wielka Brytania   | 148    |
| 5    | Meksyk            | 142    |
| 6    | Szwecja           | 113    |
| 7    | Nowa Zelandia     | 96     |
| 8    | Japonia           | 73     |
| 9    | Hiszpania         | 44     |
| 10   | Włochy            | 32     |
| 11   | Niemcy            | 1      |